# I Really Want to Stay at Your House
«I Really Want to Stay at Your House» (англ. «Я правда хочу залишитись у твоєму домі») — пісня британської співачки Рози Волтон, що була написана у 2020 році для відеогри «Cyberpunk 2077». Вона увійшла лейблом Lakeshore Records до саундтреку альбому «Cyberpunk 2077: Radio, Vol. 2 (Original Soundtrack)», який вийшов 18 грудня 2020 року. Пісня згодом стала вірусною у 2022 році після того, як була активно використана в аніме-серіалі «Cyberpunk: Edgerunners» у 2022 році й потрапила до чарту Великої Британії під номером 68.

## Музичне відео
Кліп на пісню вийшов 3 жовтня 2022 року. Він був змонтований Ніколасом Фунґом і містить компіляцію сцен з усього аніме-серіалу «Cyberpunk: Edgerunners», які висвітлюють романтичні стосунки персонажів Девіда Мартінеса та Люсі Кушинади.

## Cyberpunk 2077
У цій відеогрі пісня співачки була представлена на внутрішньоігровій радіостанції 98.7 «Жар Тіла», а також періодично лунає на вулицях Найт-Сіті.

## Cyberpunk: Edgerunners
«I Really Want to Stay at Your House» стала вірусною після виходу популярного аніме виробництва Netflix «Cyberpunk: Edgerunners».

## Динаміка чартів
Після включення до аніме-серіалу «Cyberpunk: Edgerunners» у 2022 році пісня посіла 68 місце в UK Singles Chart.

## Чарти
| Чарти (2022)                                | Пікова позиція |
| ------------------------------------------- | -------------- |
| Австралія (ARIA Charts)                     | 86             |
| Канада (Billboard Canadian Hot 100)         | 79             |
| Global 200 (Billboard)                      | 114            |
| Ірландія (IRMA)                             | 84             |
| Литва (AGATA)                               | 79             |
| UK Singles (OCC)                            | 68             |
| US Hot Rock & Alternative Songs (Billboard) | 23             |